# Schrattenbach (Austria)
Schrattenbach – gmina w Austrii, w kraju związkowym Dolna Austria, w powiecie Neunkirchen. Według Austriackiego Urzędu Statystycznego liczyła 347 mieszkańców (1 stycznia 2014).